# Chechu Fernández
Jesús Fernández Oceja (Santander, Cantabria, 25 de febrero de 1974), conocido deportivamente como Chechu Fernández, es un exjugador de balonmano español internacional en 54 ocasiones con la selección absoluta.
Fue ganador de una medalla de bronce con España en los Juegos Olímpicos de Atlanta 1996.
Comenzó su andadura jugando en el equipo del Colegio Salesianos de Santander.

## Clubes
| Club               | País     | Temporadas  |
| ------------------ | -------- | ----------- |
| Colegio Salesianos | España   | 1984 - 1991 |
| CB Cantabria       | España   | 1991 - 2002 |
| GWD MINDEN         | Alemania | 2002 - 2003 |

## Internacionalidades
| Selección Española | Internacionalidades | Goles |
| ------------------ | ------------------- | ----- |
| Juvenil            | 6                   | 21    |
| Junior             | 37                  | 83    |
| Absoluta           | 54                  | 54    |

## Palmarés

### G. D. TEKA
- Liga de Campeones (1992)
- CAMPEÓN Copa ASOBAL (1992)
- CAMPEÓN SUPERCOPA ASOBAL (1993)
- CAMPEÓN Liga ASOBAL (1994)
- Liga de Campeones (1994)
- Copa del Rey (1995)
- CAMPEÓN SUPERCOPA (1995)
- CAMPEÓN Copa ASOBAL (1995)
- SUBCAMPEÓN RECOPA DE EUROPA (1996)
- SUBCAMPEÓN Liga ASOBAL (1996)
- SUBCAMPEÓN CopaASOBAL (1996)

### C. B. Cantabria
- CAMPEÓN CAMPEONATO DEL MUNDO DE CLUBES (1997)
- CAMPEÓN Copa ASOBAL (1997)
- CAMPEÓN Copa ASOBAL (1998)
- Recopa de Europa (1999)

### Selección nacional

#### Juegos Olímpicos
- Medalla de bronce en los Juegos Olímpicos de 1996

#### Campeonato de Europa
- Medalla de plata en el Campeonato de Europa de 1996

#### Campeonato del Mundo
- Octavo puesto en el Campeonatos del Mundo de 2007

#### Juegos del Mediterráneo
- Medalla de bronce en los Juegos del Mediterráneo de 1997 Bari
- Diploma cuarto puesto Juegos del Mediterráneo de 2001 Túnez

### Consideraciones personales
- Medalla de Plata de la Real Orden al Mérito Deportivo (2007)
- Orden Olímpica del Comité Olímpico Español.